# Stockholm Open 2005 - Qualificazioni singolare
Le qualificazioni del singolare  dello  Stockholm Open 2005 sono state un torneo di tennis preliminare per accedere alla fase finale della manifestazione. I vincitori dell'ultimo turno sono entrati di diritto nel tabellone principale. In caso di ritiro di uno o più giocatori aventi diritto a questi sono subentrati i lucky loser, ossia i giocatori che hanno perso nell'ultimo turno ma che avevano una classifica più alta rispetto agli altri partecipanti che avevano comunque perso nel turno finale.
Le qualificazioni del torneo Stockholm Open 2005 prevedevano 32 partecipanti di cui 4 sono entrati nel tabellone principale.

## Teste di serie
1. Rainer Schüttler (Qualificato)
2. Alexander Waske (secondo turno)
3. Peter Wessels (secondo turno)
4. George Bastl (Qualificato)

1. Raemon Sluiter (primo turno)
2. Julien Benneteau (ultimo turno)
3. Olivier Patience (primo turno)
4. Peter Luczak (secondo turno)

## Qualificati
1. Rainer Schüttler
2. Frédéric Niemeyer

1. Tomáš Cakl
2. George Bastl

## Tabellone

### Legenda
| - Q = Qualificato - WC = Wild card - LL = Lucky loser | - ALT = Alternate - SE = Special Exempt - PR = Protected Ranking | - w/o = Walkover - r = Ritirato - d = Squalificato |

### Sezione 1
|  | Primo turno       | Primo turno        | Primo turno        | Primo turno | Primo turno |  |  | Secondo turno | Secondo turno    | Secondo turno    | Secondo turno    | Secondo turno    |   |   | Ultimo turno | Ultimo turno     | Ultimo turno     | Ultimo turno | Ultimo turno |  |
|  |                   |                    |                    |             |             |  |  |               |                  |                  |                  |                  |   |   |              |                  |                  |              |              |  |
|  | 1                 | Rainer Schüttler   | Rainer Schüttler   | 6           | 6           |  |  |               |                  |                  |                  |                  |   |   |              |                  |                  |              |              |  |
|  |                   | Nicolas Renavand   | Nicolas Renavand   | 1           | 4           |  |  | 1             | Rainer Schüttler | Rainer Schüttler | 6                | 7                |   |   |              |                  |                  |              |              |  |
|  | Nicolas Devilder  | Nicolas Devilder   | 4                  | 6           | 6           |  |  |               | Nicolas Devilder | Nicolas Devilder | 1                | 63               |   |   |              |                  |                  |              |              |  |
|  | Alexander Hartman | Alexander Hartman  | 6                  | 3           | 2           |  |  |               |                  |                  |                  |                  |   |   | 1            | Rainer Schüttler | Rainer Schüttler | 6            | 6            |  |
|  | Philipp Marx      | Philipp Marx       | Philipp Marx       | 6           | 6           |  |  |               |                  | 6                | Julien Benneteau | Julien Benneteau | 1 | 2 |              |                  |                  |              |              |  |
|  | Henrik Norfeldt   | Henrik Norfeldt    | Henrik Norfeldt    | 4           | 2           |  |  |               | Philipp Marx     | Philipp Marx     | 3                | 5                |   |   |              |                  |                  |              |              |  |
|  | 6                 | Julien Benneteau   | Julien Benneteau   | 7           | 7           |  |  | 6             | Julien Benneteau | Julien Benneteau | 6                | 7                |   |   |              |                  |                  |              |              |  |
|  |                   | Jakub Herm-Zahlava | Jakub Herm-Zahlava | 62          | 64          |  |  |               |                  |                  |                  |                  |   |   |              |                  |                  |              |              |  |

### Sezione 2
|  | Primo turno       | Primo turno       | Primo turno       | Primo turno | Primo turno |  |  | Secondo turno     | Secondo turno     | Secondo turno     | Secondo turno     | Secondo turno     |   |   | Ultimo turno    | Ultimo turno    | Ultimo turno    | Ultimo turno | Ultimo turno |  |
|  |                   |                   |                   |             |             |  |  |                   |                   |                   |                   |                   |   |   |                 |                 |                 |              |              |  |
|  | 2                 | Alexander Waske   | Alexander Waske   | 6           | 6           |  |  |                   |                   |                   |                   |                   |   |   |                 |                 |                 |              |              |  |
|  |                   | Daniel Elsner     | Daniel Elsner     | 3           | 3           |  |  | 2                 | Alexander Waske   | Alexander Waske   | 5                 | 3                 |   |   |                 |                 |                 |              |              |  |
|  | Alex Bogdanović   | Alex Bogdanović   | 6                 | 2           | 6           |  |  |                   | Alex Bogdanović   | Alex Bogdanović   | 7                 | 6                 |   |   |                 |                 |                 |              |              |  |
|  | Nenad Zimonjić    | Nenad Zimonjić    | 4                 | 6           | 4           |  |  |                   |                   |                   |                   |                   |   |   | Alex Bogdanović | Alex Bogdanović | Alex Bogdanović | 3            | 5            |  |
|  | Frédéric Niemeyer | Frédéric Niemeyer | Frédéric Niemeyer | 6           | 7           |  |  |                   |                   | Frédéric Niemeyer | Frédéric Niemeyer | Frédéric Niemeyer | 6 | 7 |                 |                 |                 |              |              |  |
|  | Michael Kohlmann  | Michael Kohlmann  | Michael Kohlmann  | 4           | 65          |  |  | Frédéric Niemeyer | Frédéric Niemeyer | Frédéric Niemeyer | 7                 | 6                 |   |   |                 |                 |                 |              |              |  |
|  |                   | Frederik Nielsen  | 4                 | 6           | 6           |  |  | Frederik Nielsen  | Frederik Nielsen  | Frederik Nielsen  | 68                | 4                 |   |   |                 |                 |                 |              |              |  |
|  | 5                 | Raemon Sluiter    | 6                 | 3           | 4           |  |  |                   |                   |                   |                   |                   |   |   |                 |                 |                 |              |              |  |

### Sezione 3
|  | Primo turno      | Primo turno      | Primo turno      | Primo turno | Primo turno |  |  | Secondo turno | Secondo turno | Secondo turno | Secondo turno | Secondo turno |   |   | Ultimo turno | Ultimo turno | Ultimo turno | Ultimo turno | Ultimo turno |  |
|  |                  |                  |                  |             |             |  |  |               |               |               |               |               |   |   |              |              |              |              |              |  |
|  | 3                | Peter Wessels    | 617              | 6           | 6           |  |  |               |               |               |               |               |   |   |              |              |              |              |              |  |
|  |                  | Jacob Adaktusson | 7                | 3           | 4           |  |  | 3             | Peter Wessels | Peter Wessels | 65            | 5             |   |   |              |              |              |              |              |  |
|  | Alan Mackin      | Alan Mackin      | Alan Mackin      | 6           | 6           |  |  |               | Alan Mackin   | Alan Mackin   | 7             | 7             |   |   |              |              |              |              |              |  |
|  | Daniel Danilovic | Daniel Danilovic | Daniel Danilovic | 1           | 4           |  |  |               |               |               |               |               |   |   | Alan Mackin  | Alan Mackin  | Alan Mackin  | 4            | 2            |  |
|  | Tomáš Cakl       | Tomáš Cakl       | Tomáš Cakl       | 6           | 6           |  |  |               |               | Tomáš Cakl    | Tomáš Cakl    | Tomáš Cakl    | 6 | 6 |              |              |              |              |              |  |
|  | Marcus Sarstrand | Marcus Sarstrand | Marcus Sarstrand | 4           | 1           |  |  | Tomáš Cakl    | Tomáš Cakl    | 65            | 6             | 6             |   |   |              |              |              |              |              |  |
|  |                  | Lars Übel        | 6                | 2           | 6           |  |  | Lars Übel     | Lars Übel     | 7             | 3             | 3             |   |   |              |              |              |              |              |  |
|  | 7                | Olivier Patience | 2                | 6           | 2           |  |  |               |               |               |               |               |   |   |              |              |              |              |              |  |

### Sezione 4
|  | Primo turno          | Primo turno          | Primo turno          | Primo turno | Primo turno |  |  | Secondo turno | Secondo turno        | Secondo turno        | Secondo turno        | Secondo turno        |   |   | Ultimo turno | Ultimo turno | Ultimo turno | Ultimo turno | Ultimo turno |  |
|  |                      |                      |                      |             |             |  |  |               |                      |                      |                      |                      |   |   |              |              |              |              |              |  |
|  | 4                    | George Bastl         | 7                    | 5           | 7           |  |  |               |                      |                      |                      |                      |   |   |              |              |              |              |              |  |
|  |                      | Jean-Claude Scherrer | 65                   | 7           | 65          |  |  | 4             | George Bastl         | George Bastl         | 6                    | 6                    |   |   |              |              |              |              |              |  |
|  | Tim Goransson        | Tim Goransson        | Tim Goransson        | 6           | 6           |  |  |               | Tim Goransson        | Tim Goransson        | 3                    | 4                    |   |   |              |              |              |              |              |  |
|  | Otto Sauer           | Otto Sauer           | Otto Sauer           | 1           | 3           |  |  |               |                      |                      |                      |                      |   |   | 4            | George Bastl | George Bastl | 6            | 7            |  |
|  | Sébastien de Chaunac | Sébastien de Chaunac | Sébastien de Chaunac | 6           | 7           |  |  |               |                      |                      | Sébastien de Chaunac | Sébastien de Chaunac | 2 | 5 |              |              |              |              |              |  |
|  | Nicolas Thomann      | Nicolas Thomann      | Nicolas Thomann      | 4           | 68          |  |  |               | Sébastien de Chaunac | Sébastien de Chaunac | 6                    | 6                    |   |   |              |              |              |              |              |  |
|  | 8                    | Peter Luczak         | Peter Luczak         | 6           | 6           |  |  | 8             | Peter Luczak         | Peter Luczak         | 4                    | 3                    |   |   |              |              |              |              |              |  |
|  |                      | Uros Vico            | Uros Vico            | 3           | 2           |  |  |               |                      |                      |                      |                      |   |   |              |              |              |              |              |  |